# レイザーラモンRGのあるあるミュージックショー
レイザーラモンRGのあるあるミュージックショー （レイザーラモンアールジーのあるあるミュージックショー ）は、2012年4月から、日本各地のAMラジオ局で放送されているラジオ番組である。レイザーラモンRGがパーソナリティを務める、初の冠番組。

## 概要
RGが、お題にそってリスナーから送られた「あるあるネタ」を、曲に合わせて「○○あるある早く言いたい〜♪」などと延々と繰り返し、サビの一言だけ終わる歌ネタの番組。
放送時間は山陰放送では30分、それ以外では10分もしくは15分。どちらも番組の中でCMは一切ない。

### 30分バージョン
オープニングトーク
ネタでバトル
毎週1組の芸人がネタを披露。RGが評価して「ある」なら5ポイント、「あるある」なら10ポイント、「なしなし」なら0ポイント、合計100ポイント貯まったらゲストとしてスタジオに迎える。
あるあるコーナー
RGが歌に乗せてお題のあるあるを言うほか、ツイッターで募集したお題のあるあるを紹介。
曲のコーナー
あるあるのお題に因んでいる場合がある。2曲かかる。
エンディングトーク

### 10分および15分バージョン
オープニング
番組タイトルと始まりの挨拶のみ。トークはカットしている。
あるあるコーナー
RGが歌に乗せてお題のあるあるを言うほか、ツイッターで募集したお題のあるあるを紹介。
曲のコーナー（エンディング）
かかる曲は1曲のみで、曲の途中でRGが別れの挨拶を言って番組はフェードアウトする。

## 放送局
- 長崎放送：土曜 16:30 - 16:40（2013年4月 - ）
- 四国放送：木曜 23:40 - 23:50（2013年10月 - ）
- 山陰放送：木曜 23:30 - 24:00（2014年4月 - ）[2]
- 南海放送：日曜 16:25 - 16:35（2014年4月 - ）
- 東北放送：火曜 16:40 - 16:50（2014年10月 - ）
- 山形放送：火曜 21:30 - 21:45（2014年10月 - ）[3]
- 山口放送：土曜 23:00 - 23:15（2014年10月 - ）[4]

過去
- 高知放送：金曜 23:30 - 24:00（2012年4月6日[1] - 9月20日）
- 山梨放送：日曜 21:15 - 21:30（2012年4月8日[1] - 2013年3月26日）
- 福井放送：日曜 15:30 - 15:45（2012年9月20日 - 2013年3月26日）
- ラジオ大阪：木曜 23:30 - 24:00（2012年10月 - 2013年3月まで）、月曜 24:30 - 25:00（2013年4月 - 2014年3月）
- 大分放送：日曜 23:30 - 24:00（2012年10月 - 2014年3月）
- 山陽放送：土曜 19:30 - 20:00（2013年4月 - 2013年10月）
- 岐阜放送：木曜 18:45 - 19:00（2013年10月 - 2014年3月）